# 三坂道路

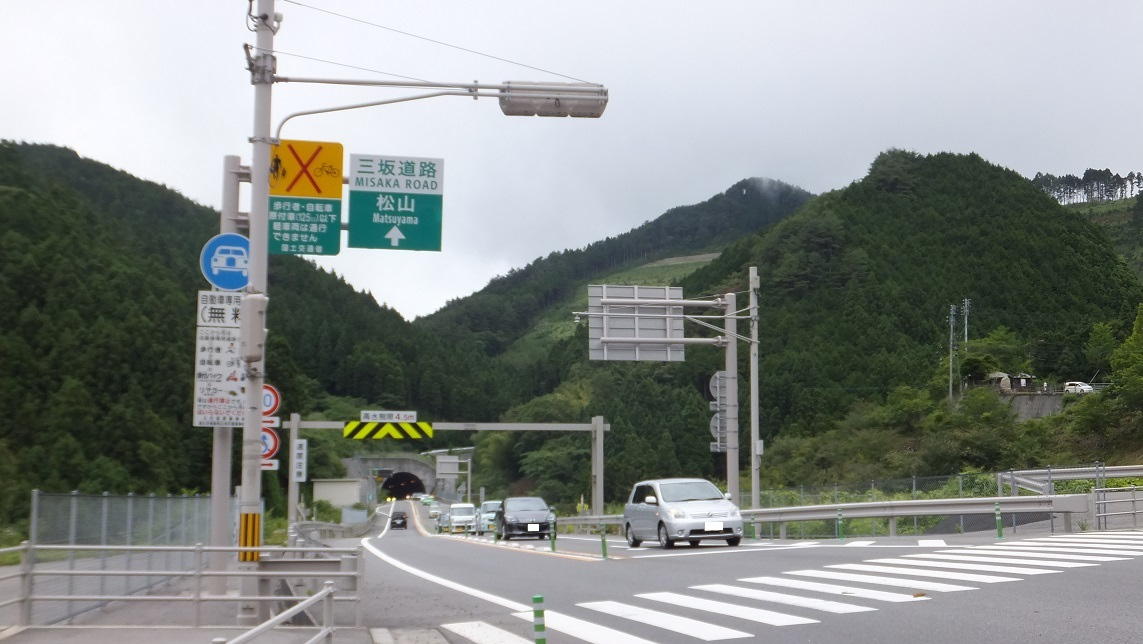
起点側出入り口

三坂道路（みさかどうろ）は、愛媛県上浮穴郡久万高原町東明神から愛媛県松山市久谷町に至る総延長7.6kmの自動車専用道路である。地域高規格道路「高知松山自動車道」の一部として、2車線で開通している。
愛媛県上浮穴郡久万高原町・松山市境にある三坂峠 (標高720m) はかつての国道33号の難所であり、1962年から1967年にかけての改築で線形改良が行われたが、なお幅員の狭い箇所や一部で8%もある急勾配とつづら折れがあった。また、異常気象時における事前通行規制区間 (12.9km) が有り、台風時など雨量が規制値を超えると通行が規制され、日常生活に支障が出ることもあった。
この区間をトンネルや高架橋で回避する三坂道路の整備によって、冬季の積雪・凍結や大雨による通行規制の減少、急カーブ区間の回避による交通事故の減少などの効果が期待されている。
なお、2015年4月1日から三坂峠を通る旧路線は国道33号の指定を外され、国道440号の単独区間となった。
また、三坂第1トンネル - 三坂第2トンネル間には「つづら川出入口」が存在している。

## 概要
- 起点：愛媛県上浮穴郡久万高原町東明神[3]
- 終点：愛媛県松山市久谷町大久保[3]
- 総延長：7.6km[3]
- 規格：第1種第3級[3]
- 車線数：完成2車線[3]
- 道路幅員：10.5m[3]
- 車線幅員：3.5m[3]
- 設計速度：80km/h[3]
- 規制速度：60km/h
- 計画交通量：12,400台/日[3]

## 歴史
- 1996年度：事業化[3]
- 1999年度：用地着手、工事着手[3]
- 2006年6月2日：三坂第1トンネル貫通[4]
- 2007年4月25日：三坂第2トンネル貫通[4]
- 2012年3月17日：全線開通[5]